# Marc Dutroux
Marc Dutroux (født 6. november 1956 i Bruxelles) er en belgisk forbryder. Han er mistænkt for i 1995 og 1996 at have kidnappet, torteret og seksuelt misbrugt seks piger, i alderen 8 til 19 år, hvoraf fire døde. Han er også tiltalt for at have dræbt en tidligere medsammensvoren. Han blev arresteret i 1996 og har været fængslet siden da i Brugge centralfængsel. Hans meget offentlige retssag begyndte i 2004. Et antal fejl i Dutroux efterforskningen har medført utilfredshed i befolkningen med landets retsvæsen.

## Før kidnapningerne
Dutroux var den ældste af fem børn; hans forældre, to lærere, emigrerede til Belgisk Congo og returnerede til Belgien i 1960. De blev skilt i 1971, og Dutroux blev hos sin moder, men forlod hende i en alder af 16 år, og arbejdede kort som prostitueret for homoseksuelle mænd. Han giftede sig med sin første kone, da han var 19; de havde to børn. Han lod sig skille fra hende i 1983. På dette tidspunkt havde han allerede en affære med Michelle Martin. De to skulle senere få tre børn sammen; de giftede sig i 1989 mens de begge var i fængsel. De blev skilt i 2003, igen i fængslet.
Dutroux, der var arbejdsløs elektriker, har en lang kriminalhistorie, der involverer biltyveri, hæleri, narkotikahandel og voldeligt overfald. Dette stemmer godt overens med, at han af flere læger er diagnosticeret som psykopat.
I februar 1986 blev Dutroux og Michelle Martin arresteret for bortførelse og voldtægt af fem unge piger. I april 1989 blev han idømt tretten et halvt års fængsel; Martin modtog en dom på fem år. På grund af god opførsel blev han prøveløsladt i april 1992 efter at have afsonet lidt mere end seks år. Løsladelsen skete på trods af et advarende brev fra hans egen mor til fængselsdirektøren.
Efter denne løsladelse overbeviste Dutroux en psykiater om at han var handicappet, hvilket resulterede i statspension. Han modtog også sovepiller og beroligende midler fra lægen, som han senere skulle bruge til at dæmpe de kidnappede piger.
Hans berigelseskriminalitet fortsatte. Han kom til at eje syv huse, de fleste af dem var tomme. Tre af dem var involveret i de efterfølgende bortførelser. I huset i Marcinelle, nær Charleroi (Hainaut), hvor han levede det meste af tiden, begyndte han at indrette en hemmelig fangekælder under huset. Skjult bag en massiv betondør kamufleret som en hylde, var cellen 2,15 meter lang, mindre end en meter bred og 1,64 meter høj.

## Bortførelser og anholdelse
Noget af det følgende beskriver begivenheder som påstået af den offentlige anklager.
Julie Lejeune (8 år) og Mélissa Russo (8 år) blev kidnappet sammen 24. juni 1995, formentlig af Dutroux, og indespærret i hans kælder. Dutroux misbrugte gentagne gange pigerne og fremstillede pornografiske videoer.
17-årige An Marchal og 19-årige Eefje Lambrecks blev kidnappet den 22. august 1995, da de var på campingtur i Ostende, formentlig af Dutroux og hans medskyldige, narkomanen Michel Lelièvre, der blev betalt med stoffer. Da fangekælderen allerede blev brugt, lænkede Dutroux pigerne til en seng i et værelse i sit hus. Hans kone vidste dette. Anklageren påstår at Dutroux dræbte An Marchal og Eefje Lambrecks flere uger senere, men de eksakte omstændigheder i forbindelse med mordene er ukendte.
I slutningen af 1995, blev Dutroux efterforsket for sin involvering i hæleri af stjålne luksusbiler. Han sad i politiets varetægt fra 6. december 1995 til 20. marts 1996. Det er sandsynligt at Julie Lejeune og Mélissa Russo sultede ihjel i denne periode.
Sabine Dardenne blev kidnappet 28. maj 1996 på vej hjem fra skole, formentlig af Dutroux og hans medskyldige Michel Lelièvre. Hun var da 12 år. Hun blev indespærret i fangehullet. 9. august 1996 kidnappede de to mænd Laetitia Delhez (14), da hun var på vej hjem fra en offentlig swimmingpool. Politiet fandt under deres efterforskning et øjenvidne, der kunne huske en del af en nummerplade, der matchede Dutrouxs.
Dutroux, hans kone Michelle Martin og Lelièvre blev arresteret 13. august 1996. En ransagning af hans hus blev foretaget uden resultat. Efter to dage tilstod Lelièvre. Derefter ledte Dutroux detektiverne til den hemmelige fangekælder under sit hus. Sabine Dardenne og Laetitia Delhez blev fundet der i live 15. august.
I et interview foretaget flere år senere, fortalte frøken Dardenne, at Dutroux havde fortalt hende, at hun var blevet kidnappet af en bande, som hendes forældre ikke ville betale, og at banden derfor ville dræbe hende. Han fremstillede sig selv som den "gode fyr" [good guy], der beskyttede hende imod banden. Han lod hende skrive breve til sin familie, som han læste men aldrig postede.
17. august førte Dutroux politiet til et andet af sine huse i Sars-la-Buissière (Hainaut). Julie Lejeune og Mélissa Russo såvel som Dutrouxs formodede medskyldige Bernard Weinstein blev fundet døde i haven. En obduktion fandt at de to piger døde af sult. Dutroux havde taget fat i Weinsteins testikler indtil denne afslørede gemmestedet for nogle penge, hvorefter han bedøvede ham og begravede ham levende. Dutroux fortalte politiet at han havde dræbt Weinstein fordi han ikke havde givet de to piger mad, mens Dutroux sad i varetægt. Endelig fortalte Dutroux politiet, hvor de skulle finde ligene af An Marchal og Eefje Lambrecks. De blev lokaliseret 3. september 1996 i Jumet (Hainaut), begravet under et skur ved siden af et hus ejet af Dutroux. Weinstein havde boet i huset i tre år.
Adskillige hundrede pornografiske videoer med mindreårige ofre blev fundet i Dutrouxs huse.

## Fejl i efterforskningen og det offentlige ramaskrig
Myndighederne har været kritiseret for forskellige aspekter af denne sag. Mest bemærkelsesværdigt er måske det, at politiet ransagede Dutrouxs hus 13. december 1995 og igen 19. december 1995 i sagen om biltyveri. Imens var Julie Lejuene og Mélissa Russo stadig i live i fangehullet, men de blev ikke fundet. Siden efterforskningen ikke havde at gøre med kidnapningerne, havde politiet ikke medbragt hunde eller specialudstyr, der kunne have afsløret pigernes tilstedeværelse. Dog hørte en af betjentene barnegråd.
Flere tidlige spor, der pegede i retning af Dutrouxs intentioner, blev ikke korrekt fulgt op. Dutroux havde tilbudt en politimeddeler penge for at skaffe piger, og fortalte ham, at han var ved at bygge en celle i sin kælder. Hans moder skrev også et andet brev til politiet, hvori hun påstod, at han holdt piger fanget i sine huse.
Der var udbredt vrede og frustration blandt belgierne på grund af politifejl og efterforskningens generelle langsomhed. Denne vrede kulminerede da den populære efterforskningsdommer, der ledede sagen, blev afskediget som leder efter at have deltaget i en fund raising middag afholdt af pigernes forældre. Han afskedigelse resulterede i en massiv protestmarch (den "Hvide March") med 300.000 deltagere i hovedstaden Brussel i oktober 1996, hvor der blev fremsat krav om reformer af Belgiens politi- og justitsvæsen.
En 17 måneder lang efterforskning, af en parlamentarisk kommission, af Dutroux-sagen resulterede i en rapport februar 1998. Kommissionen fandt at mens Dutroux ikke havde medskyldige i høje positioner i politi og retsvæsen, havde han profiteret fra korruption og inkompetence.
Der var stor offentlig forargelse igen i april 1998. Under overførsel til et retshus uden håndjern, lykkedes det Dutroux at overmande en af sine vagter, tage hans pistol og flygte. Han blev fanget få timer senere. Justitsministeren, indenrigsministeren og politichefen tog deres afsked som følge af episoden. I 2000 modtog Dutroux en dom på fem års fængsel for at true en politimand under sin flugt. I 2002 modtog han endnu en dom på fem års fængsel for forbrydelser, der ikke har relevans for denne sag.
Der har været spekulation om hvorvidt Dutroux var del af et omfattende netværk af pædofile og satanister, der skulle omfatte prominente belgiere. Denne anklage blev især fremført af ofrenes forældre og af Dutroux selv. Nogle kilder – herunder belgisk politi – har sat spørgsmålstegn ved rigtigheden af disse påstande. Utilfreds med udførelsen af efterforskningen, trak forældrene til Mélissa Russo og Julie Lejeune sig ud af sagen i 2002. I 2003 gav 19-årige Sabine Dardenne sit første interview til pressen. Hun erklærede at, baseret på sine observationer under hendes 79 dage lange fangenskab, mener hun, at Dutroux handlede alene.
Siden 1996 har mere end en tredjedel af belgiere med navnet Dutroux ansøgt om navneforandring.

## Retssagen
Dutrouxs retssag begynder 1. marts 2004, syv et halvt år efter hans oprindelige arrestation. Det er en nævningesag, og op imod 450 mennesker er indkaldt som vidner. Retssagen finder sted i Arlon, den belgiske provins Luxembourgs hovedstad, hvor efterforskningerne startede. Dutroux tiltales for mordene på An Marchal, Eefje Lambrecks og hans formodede medskyldige Bernard Weinstein. Mens han indrømmer kidnapning, benægter han alle tre mord, men tilstod tidligere drabet på Weinstein. 
Dutroux blev også anklaget for en mængde andre forbrydelser: biltyveri, kidnapning, mordforsøg, kidnapningsforsøg, mishandling og tre voldtægter imod voksne kvinder fra Slovakiet, der dog ikke har noget at gøre med nærværende sag.
Dutroux kan forvente fængsel på livstid. Belgien ophævede dødsstraf for alle forbrydelser i 1996.
Også anklaget er hans eks-kone Michelle Martin som hovedmedskyldig, Michel Lelièvre og Michel Nihoul. For beskyttelse sidder de anklagede i et glasbur under retssagen. I de første uger af retssagen var det ikke tilladt at trykke billeder af Dutrouxs ansigt i belgiske aviser, af hensyn til privatlivets fred.
Juryen har offentligt protesteret over dommer Stéphane Gouxs, fordi hun har gået for hurtigt hen over ofrenes vidneudsagn, og over hendes håndtering af retsmøderne.

## Domsafsigelsen
Den 14. juni 2004, efter tre måneders retssag, indledte nævningetinget deres overvejelser vedrørende skyldsspørgsmået for Dutrouxs og de tre andre anklagede .
Den 17. juni 2004 meddelte nævningetinget deres afgørelse således: gerningsmanden Dutroux, ægtefællen Martin og den medskyldige Lelièvre (der blev betalt af Dutroux med narkotika) blev fundet skyldige i alle sigtelser, herunder for Dutrouxs vedkommende også for voldtægt af tre piger fra Slovakiet.
Nævningetinget kunne ikke nå frem til en afgørelse vedrørende Michel Nihoul (anset for deltager i eller leder af en pædofiliring, som Dutroux leverede piger til).
Den 22. juni 2004 fastsattes dommenes art og længde således: gerningsmanden Dutroux fik den maksimale straf på livsvarigt fængsel, ægtefællen Martin fik 30 års fængsel og den medskyldige, narkomanen Lelièvre fik 25 års fængsel.
Michel Nihoul blev senere frifundet for anklagen om kidnapning og mord på pigerne af domstolen. Selv om Michel Nihoul blev frikendt for kidnapning og sammensværgelse, blev han dømt for narkotikarelaterede forbrydelser og fik fem års fængsel. Han blev løsladt i foråret 2006.
Dutroux sidder i fængsel i Brugge, hvor han holdes i isolation (vagter måtte i marts 2010 gribe ind for at forhindre, at han blev slået af andre indsatte).
Ægtefællen Martin løslades i efteråret 2012 under store protester fra blandt andet ofrenes forældre. Hun skal bosættes i et nonnekloster med 11 beboere.

## Pædofili
Medierne karakteriserer ofte Dutroux som pædofil. Psykologer mener at der er en sammenhæng med at han er pædofil, og at han har haft et atypisk liv, og er antisocial (psykopat).
"Ofrenes alder så ikke ud til at have nogen ophidsende virkning for ham eller at spille en særlig rolle, udover at tillade ham at kidnappe, manipulere og indespærre dem."

## Eksterne links
- Wikimedia Commons har flere filer relateret til Marc Dutroux
- The official indictment
- BBC News about Sabine Dardenne telling her story
- Profile: Marc Dutroux
- Den tidligere Pædofilgruppen citerer Le Soir, 20. Marts, 1998, s. 18